# Episema griseoviolacea
Episema griseoviolacea là một loài bướm đêm trong họ Noctuidae.